# Estación La Madrid
La Madrid es una estación de ferrocarril en la localidad de La Madrid del departamento Graneros, en la provincia de Tucumán, Argentina.

## Servicios
No presta servicios de pasajeros, sólo de cargas. Sus vías corresponden al Ramal CC del Ferrocarril General Belgrano. Sus vías e instalaciones están a cargo de la empresa estatal Trenes Argentinos Cargas.
Se encuentra precedida por la Estación Taco Ralo, le sigue la Estación Monteagudo por parte del Ramal CC y el Apeadero Kilómetro 12 por parte del Ramal CC12